# Claro Recto
Claro Mayo Recto junior (ur. 8 lutego 1890, zm. 2 października 1960) – filipiński polityk, pisarz i prawnik.
W 1933 rozpoczął działalność w Nacjonalistycznej Partii Demokratycznej. Od 1934 do 1935 był przewodniczącym Zgromadzenia Konstytucyjnego. Od 1943 do 1945 pełnił funkcj ministra spraw zagranicznych w rządzie kolaborującym z japońskim okupantem. Od 1949 do śmierci zasiadał w senacie. Główny krytyk dominacji Stanów Zjednoczonych, w 1957 założył Nacjonalistyczną Partię Obywatelską. W 1957 kandydował na urząd prezydenta Filipin.